# Nyssocnemis eversmanni
Nyssocnemis eversmanni är en fjärilsart som beskrevs av Lederer 1853. Nyssocnemis eversmanni ingår i släktet Nyssocnemis och familjen nattflyn. Inga underarter finns listade i Catalogue of Life.